# Kościół św. Stanisława w Lacku
Kościół św. Stanisława w Lacku – murowany kościół w stylu neogotyckim z elementami modernizmu, znajdujący się na placu w centrum wsi Lack na Białorusi.
Początki parafii w Lacku sięgają późnego średniowiecza, kiedy to w 1424 r. na terenie obecnego Lacka powstał drewniany kościół.
Obecna świątynia została wzniesiona w 1896 lub w 1905 r.. Jest to trójnawowa budowla z nieotynkowanej cegły zbudowana na planie prostokąta z pięcioboczną absydą. Wewnątrz świątyni znajduje się sklepienie krzyżowe. Kościół pokryty jest dwuspadowym dachem, a jego zwieńczenie stanowi dwukondygnacyjna dzwonnica z wysokim dachem namiotowym (wieżowym).